# Sarah Cleveland

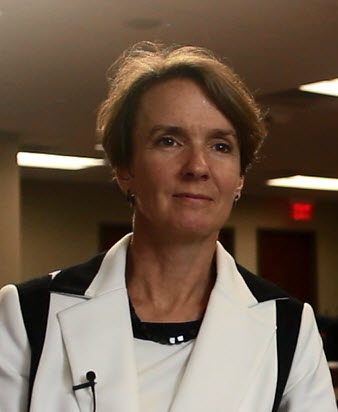
Sarah Cleveland, 2014

Sarah Hull Cleveland (* 4. September 1965 in Washington, D.C.) ist eine US-amerikanische Juristin. Seit 2024 gehört sie als Richterin dem Internationalen Gerichtshof in Den Haag an.

## Leben
Cleveland studierte zunächst an der Brown University, wo sie Phi Beta Kappa angehörte und 1987 einen Bachelorabschluss erwarb. Anschließend machte sie 1989 ihren Master in England an der University of Oxford. An der Yale Law School schloss Cleveland 1992 mit dem Juris Doctor ab.
Anschließend war sie 1992 bis 1993 als Mitarbeiterin von Louis F. Oberdorfer am United States District Court for the District of Columbia und von 1993 bis 1994 als Mitarbeiterin von Harry A. Blackmun am Obersten Gerichtshof der Vereinigten Staaten tätig.
Von 1997 bis 2007 lehrte Cleveland an der University of Texas at Austin. Seit 2007 ist sie an der Columbia University tätig, darüber hinaus absolvierte sie weltweit mehrere Gastprofessuren. Ab 2009 war Cleveland bis 2023 in verschiedenen Funktionen für das Außenministerium der Vereinigten Staaten tätig. Auf multilateraler Ebene war sie von 2010 bis 2019 Mitglied der Venedig-Kommission, von 2015 bis 2018 gehörte sie dem UN-Menschenrechtsausschuss an.
Cleveland gehört unter anderem dem Vorstand der Menschenrechtsorganisation Human Rights First, der Amerikanischen Gesellschaft für internationales Recht sowie der Internationalen Juristenkommission an.
Im November 2023 wurde Cleveland als Richterin für den Internationalen Gerichtshof in Den Haag an. Dort trat sie die Nachfolge von Joan E. Donoghue an, deren Amtszeit auslief.

## Publikationen (Auswahl)
- The Past, Present, and Future of U.S. Foreign Relations Law (mit Paul Stephen). Oxford University Press, 2020. ISBN 978-0197533154.
- Human Rights (mit Diane F. Orentlicher, Gerald L. Neuman, Louis Henkin und Laurence R. Helfer). In: University Casebook Series. 2009, ISBN 9781599412610